# Petrus II van Alexandrië
Petrus II van Alexandrië (? – 27 februari 381) was de 21e patriarch van Alexandrië (r. 373-381). 
Hij was een leerling van Athanasios van Alexandrië, die hem op zijn sterfbed als opvolger aanwees. Omdat Petrus een ijverig tegenstander van het arianisme was, werd hij onmiddellijk na zijn wijding op bevel van keizer Valens uit de stad verdreven door de prefect Palladius, die de ariaan Lucius in zijn plaats aanstelde.
Petrus zocht zijn toevlucht in Rome, waar paus Damasus I hem ontving en steunde. De patriarch en de monniken die hem waren gevolgd verspreidden er het Egyptische monachisme onder aristocratische dames als Marcella van Rome. Nadat een synode eind 377 de niceaanse orthodoxie had herbevestigd, keerde Petrus in juni 378 terug naar Alexandrië om zijn zetel op te eisen. 
Lucius werd verjaagd door de bevolking en vluchtte naar het keizerlijk hof van Theodosios I. In februari 380 vaardigden de drie keizers het edict Cunctos populos uit, waarin Petrus uitdrukkelijk recht in de leer werd genoemd. Hij stierf vóór het Eerste Concilie van Constantinopel en werd opgevolgd door zijn broer Timotheios.
In de Kerkgeschiedenis van Theodoretos van Kyros is een brief van Petrus bewaard uit de tijd van zijn Romeinse ballingschap.
Marcus I · Anianus · Avilius · Kedron · Primus · Justus · Eumenes · Marcianus · Celadion · Agrippinus · Julianus · Demetrius · Heraclas · Dionysius · Maximus · Theonas · Petrus I · Achillas · Alexander I · Athanasius · Petrus II · Timoteüs I · Theophilus · Cyrillus I · Dioscorus I · Timoteüs II · Petrus III · Athanasius II · Johannes I · Johannes II · Dioscorus II · Timoteüs III · Theodosius I · Doroteüs · Damianus · Anastasius · Andronicus · Benjamin I · Agatho · Johannes III · Isaak · Simeon I · Alexander II · Cosmas I · Theodosius II · Michaël I · Mina I · Johannes IV · Marcus II · Jacobus · Simeon II · Jozef I · Michaël II · Cosmas II · Sjenoeda I · Michaël III · Gabriël I · Cosmas III · Macarius I · Theofilus II · Mina II · Abraham · Filoteüs · Zacharias · Sjenoeda II · Christodulus · Cyrillus II · Michaël IV · Macarius II · Gabriël II · Michaël V · Johannes V · Marcus III · Johannes VI · Cyrillus III · Athanasius III · Johannes VII · Gabriël III · Johannes VII · Theodosius III · Johannes VIII · Johannes IX · Benjamin II · Petrus V · Marcus IV · Johannes X · Gabriël IV · Matteüs I · Gabriël V · Johannes XI · Matteüs II · Gabriël VI · Michaël VI · Johannes XII · Johannes XIII · Gabriël VII · Johannes XIV · Gabriël VIII · Marcus V · Johannes XV · Matteüs III · Marcus VI · Matteüs IV · Johannes XVI · Petrus VI · Johannes XVII · Marcus VII · Johannes XVIII · Marcus VIII · Petrus VII · Cyrillus IV · Demetrius II · Cyrillus V · Johannes XIX · Macarius III · Jozef II · Cyrillus VI · Sjenoeda III · Theodorus II
- Gemeinsame Normdatei: 119018446
- Nederlandse Thesaurus van Auteursnamen: 073567175
- Système universitaire de documentation: 187851255
- Virtual International Authority File: 317201346
- WorldCat: E39PBJwCVKpKBb8qYytYWbqfbd